# Patricia D. Shure
Pour les articles homonymes, voir Shure (homonymie).
Patricia D. Shure est une mathématicienne et enseignante américaine. Avec Morton Brown et B. Alan Taylor, elle est connue pour avoir développé le «Michigan calculus», un style d'enseignement du calcul et combinant la résolution coopérative de problèmes du monde réel par les étudiants avec un accent pédagogique sur la compréhension conceptuelle,,. Elle est maître de conférences émérite de mathématiques à l'université du Michigan, où elle a enseigné de 1982 jusqu'à sa retraite en 2006.  

## Éducation et carrière
Shure a fait ses études de premier cycle et d'études supérieures à l'université du Michigan, obtenant un bachelor en 1958 et une maîtrise en 1960. Après avoir travaillé comme enseignante au secondaire pendant deux décennies, elle est retournée à l'université du Michigan en 1982 en tant que coordonnatrice des mathématiques et des sciences. dans la Coalition pour l'utilisation des compétences d'apprentissage. Elle est également devenue maître de conférences en mathématiques, puis maître de conférences.  

## Enseignement des mathématiques
Au Michigan, elle a joué un rôle clé non seulement dans l'enseignement des mathématiques, mais aussi dans la formation des autres instructeurs et étudiants diplômés à devenir de bons professeurs de mathématiques. Son travail sur la réforme du calcul a commencé en 1992 ; il était basé en partie sur le projet "Harvard calculus" dirigé par Andrew M. Gleason, et son matériel de formation d'instructeur a été largement utilisé dans d'autres universités. Avec Gleason et d'autres, elle est devenue l'auteur d'un manuel de précalcul largement utilisé, Functions Modeling Change: A Preparation for Calculus (Wiley, 2000; 5e éd., 2017),. Le programme qu'elle a lancé au Michigan se poursuit avec succès là-bas.  

## Prix et distinctions
En 2001, l'Association for Women in Mathematics a décerné à Shure le prix Louise Hay pour sa contribution à l'enseignement des mathématiques,. 
La même année, elle est devenue la conférencière AWM / MAA Falconer, avec une conférence sur « The Scholarship of Learning and Teaching: A Look Back and a Look Ahead ».  